# ピナクベット

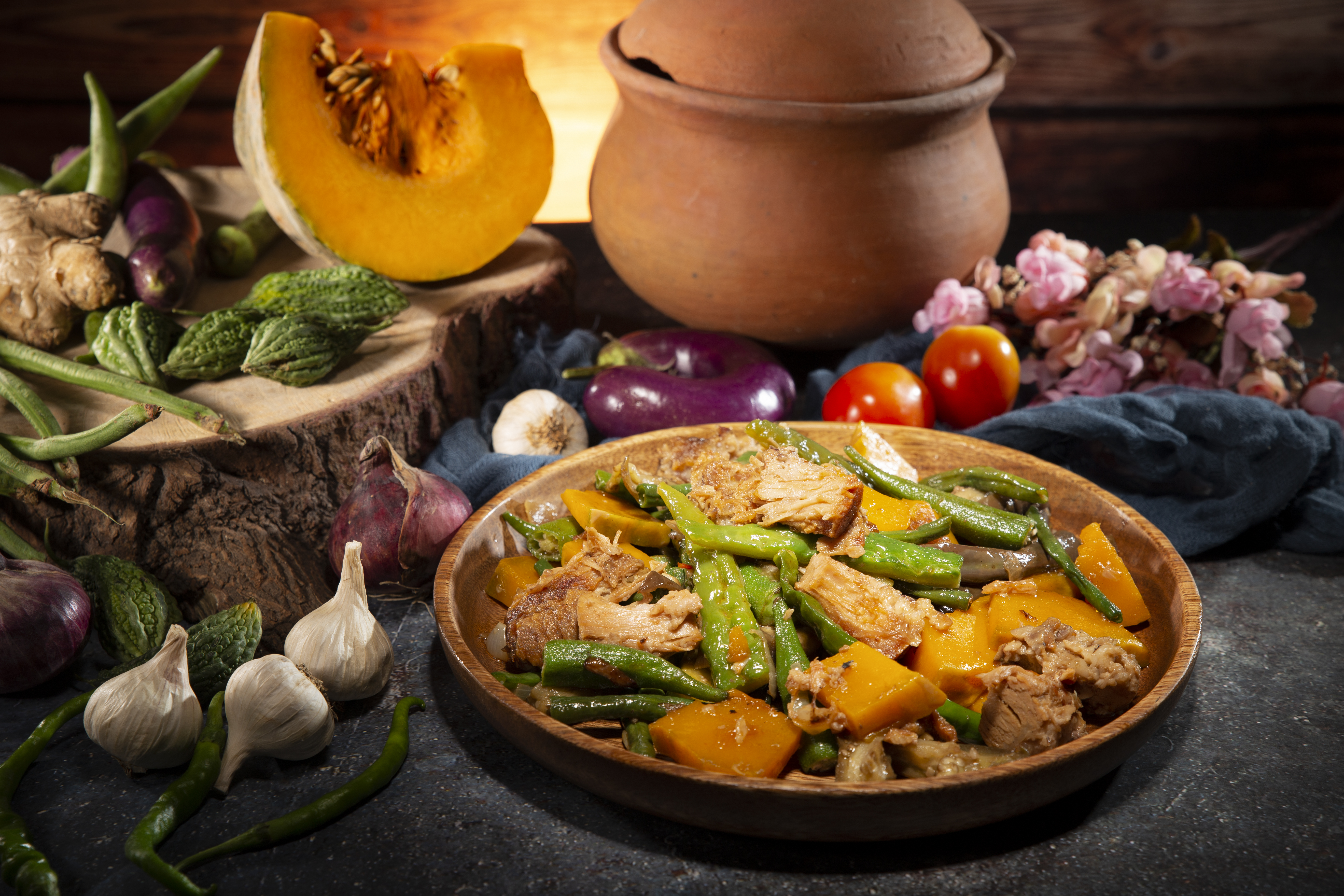
ピナクベットの例

ピナクベット（タガログ語: pinakbet）、またはパクベット（タガログ語: pakbet）は、フィリピン・ルソン島北部のイロコス地方の名物料理である。フィリピン版ラタトゥイユともいわれている。
ナス、カボチャ、オクラなど多くの野菜を豚肉と炒めて煮込んだ料理であり、バゴーンと呼ばれる調味料が味付けのポイントとなる。